# 卡缅农村居民点
卡缅农村居民点（俄语：Каменское сельское поселение）是俄罗斯联邦布良斯克州斯塔罗杜布区所属的一个农村居民点。其下辖有6个居民点，行政中心为卡缅。据2015年统计，该农村居民点的人口为1535人。